# Росиди, Аип
Аип Росиди (индон. Ajip Rosidi; 31 января 1938, Джативанги, Маджаленгка, Западная Ява — 29 июля 2020) — индонезийский поэт, прозаик, литературный критик, исследователь сунданского фольклора. Писал на индонезийском и сунданском языках.

## Краткая биография
В 1953 году окончил первую ступень средней школы в Джакарте, в 1956 году школу в системе «таман сисва». Преподавал в ряде вузов в Индонезии, в 1981—1996 преподавал индонезийский язык в ряде университетов Японии. В 1953—1955 гг. был редактором журнала «Сулух пеладжар», в 1965—1967 гг. — главным редактором еженедельника «Минггуан Сунда», в 1968—1979 гг. — редактор культурного журнала «Будая Джая» и создатель проекта изучения сунданских пантунов и фольклора (1970). Председатель Совета искусств Джакарты (1972—1981). Являлся основателем ряда индонезийских издательств: «Кивари» в Бандунге (1962), «Чупуманик» в Джативанги (1964), «Дута Ракьят» в Бандунге (1965), «Пустака Джая» в Джакарте (1971), «Гиримукти Пасака» в Джакарте (1980), «Киблат Буку Утама» в Бандунге (2000). Участник конференции Пен-клуба Азии в Тайбэе (1970) и конгресса международного Пен-клуба в Роттердаме (1972).

## Творчество
Начал публиковаться с 1953 года в журналах «Мимбар Индонесия», «Геланганг /Сиасат Индонесия», «Зенит», «Кисах». Ранние произведения созданы на сюжеты народных сказаний и легенд: «Празднество» (1957), «Ищу попутчика» (1959), «Любовное письмо Эдей Расидин» (1960). В поздних прослеживается философское начало («Змея и туман», 1973; «Дитя человечества», 1985) и попытка осмысления догматов ислама («Имя и смысл», 1988). В 1989 создал фонд по присуждению Литературной премии Ранчаге. Переводил также на индонезийский произведения японских писателей, в частности Ясунари Кавабаты. Произведения писателя переведены на английский, голландский, китайский, русский, французский, хорватский, японский и другие языки мира.

## Премии и награды
- Национальная литературная премия за поэзию (1955—1956)
- Национальная литературная премия за прозу (1957—1958)
- Премия искусства правительства Индонезии (1993)
- Премия Kun Santo Zui Ho Sho правительства Японии (1999)
- Литературная премия Мастра (2003)
- Премия султана Хаменгкубувоно IX (2008)
- Почётный доктор Университета Паджаджаран (2011)

## Семья
Был женат на Фатиме Вирьядибрата с 1955 года, имел 6 детей: Нунун Нуки Аминтен (1956), Тити Сурти Настити (1957), Уга Перчека (1959), Нунданг Рундаги (1961), Рангин Сембада (1963), Титис Нитисвари (1965).